# Modèle météorologique Weather Research and Forecasting

Animation des résultats du modèle WRF prévoyant les bandes de précipitations du 22 au 24 août 2005 avec le typhon Mawar. Les points de la grille du modèle sont espacés de 3.3 km et l'image suit le centre du système météorologique

Le modèle Weather Research and Forecasting (WRF  [ˈwɔrf]), est le plus récent modèle informatique de prévision numérique du temps pour effectuer des prévisions météorologiques utilisé par le National Weather Service des États-Unis et pour la recherche en simulation de l’atmosphère. Il a été développé à partir d'un modèle antérieur appelé Eta, conçu par Zaviša Janjić et Fedor Mesinger, en partenariat entre le National Oceanic and Atmospheric Administration (NOAA) des États-Unis, National Center for Atmospheric Research (NCAR), et plus de 150 centres de recherche universitaire en météorologie. 

## Disponibilité
Les sorties de ce modèles sont disponibles sur internet et sont utilisés par le National Weather Service des États-Unis pour la prévision journalière du temps. Ils sont également consultés par les autres services météorologiques nationaux, les services de prévisions des forces armées américaines et certaines compagnies privées de météorologie. Une version spécialisée dans le traitement des cyclones tropicaux (HWRF) est utilisé par le National Hurricane Center depuis 2007
WRF est disponible librement, y compris son code source, à toute personne intéressée. Il faut le compiler, l'installer, le paramétrer et créer un domaine géographique de prévisions sur un serveur Linux. De nombreuses compagnies privées dans le monde profitent de cette aubaine pour fournir des prévisions en haute-résolution.

## Caractéristiques
Le WRF est un modèle de méso-échelle avec une résolution horizontale entre 2 et 15 kilomètres ce qui lui permet de résoudre explicitement les équations associées à la convection profonde comme les orages. Il comporte entre 25 et 37 niveaux verticalement. La version expérimentale, mais aussi utilisable de façon opérationnelle, de NCAR, appelée ARW (Advanced Research WRF), utilise une résolution horizontale et verticale encore meilleure et vise à l'amélioration de la connaissance dans le domaine de la simulation atmosphérique des cyclones tropicaux, de leur trajectoire, de leur intensité et de leur précipitations. Une version opérationnelle appelée le Nonhydrostatic Mesoscale Model (NMM) est roulée avec une résolution de 4 km sur de petits domaines géographiques pour encore mieux résoudre les orages. Il est utilisé dans certains bureaux du National Weather Service pour la prévision des orages violents.

## Variante HWRF

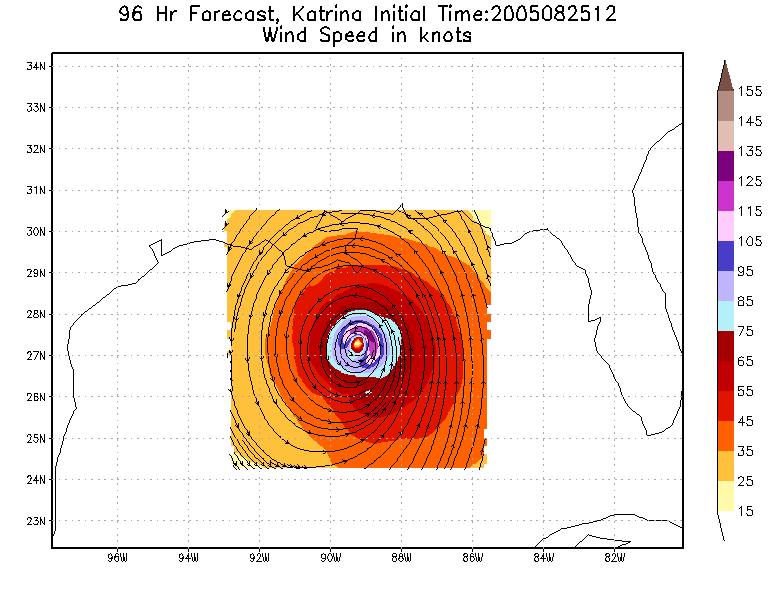
Prévision du quatrième jour (96 heures) du HWRF pour l'ouragan Katrina se dirigeant vers La Nouvelle Orléans en 2005.

Le Hurricane Weather Research and Forecasting (HWRF) est une version spécialisée du modèle WRF utilisée pour prévoir la trajectoire et l'intensité des cyclones tropicaux. Le modèle a été mis au point par la NOAA, le Laboratoire de recherche de la marine américaine, l'Université du Rhode Island et l'université d'État de Floride. Il est devenu opérationnel en 2007.
Le modèle informatique HWRF est la colonne vertébrale opérationnelle pour les prévisions de trajectoire et d’intensité des ouragans par le Centre national des ouragans américain (NHC). Le modèle utilise des données d'observations satellitaires, de bouées météorologiques et d'aéronefs de reconnaissance, ce qui lui permet d'accéder à plus de données météorologiques que tout autre modèle d'ouragan auparavant. Ces données sont introduites dans une triple grille : un grille externe provenant du WRF, une grille intermédiaire et une grille interne centrée sur la zone d'intérêt
Dès 2012, le HWRF offrait une résolution horizontale de 3 km par 3 km dans la section centrale. En 2014, le nombre de niveaux dans la verticale est passé de 42 à 61. Les améliorations apportées au produit incluent une fréquence de sortie du modèle de 3 heures et une résolution temporelle très élevée (5 secondes) sur la localisation du centre de la tempête et son intensité (HTCF). La résolution du modèle est constamment améliorée ce qui permet de mieux distinguer les caractéristiques d’échelle plus petite.